# Gonomyia (Leiponeura) diffusa
Gonomyia (Leiponeura) diffusa is een tweevleugelige uit de familie steltmuggen (Limoniidae). De soort komt voor in het Oriëntaals gebied.